# Actéon
Actéon H.481 is een Franstalige opera uit 1684 gecomponeerd door Marc-Antoine Charpentier, gebaseerd op de Griekse mythe van Artemis en Aktaion (Latijn: Diana en Actaeon).

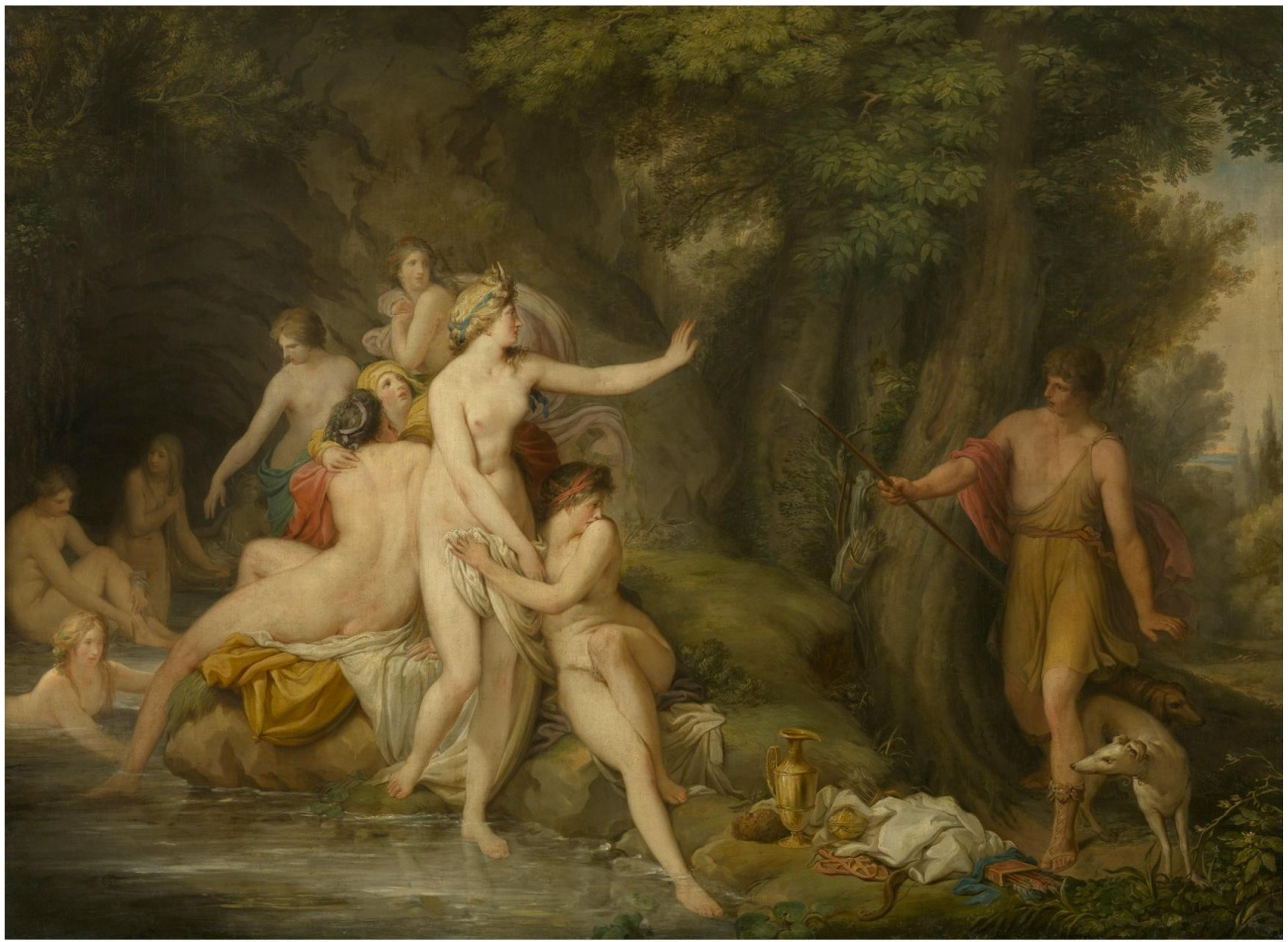
Andries Cornelis Lens - Diana en Actaeon

## Verhaal
De opera volgt in zes scènes het verhaal van de mythe zoals deze is beschreven in de Metamorfosen van Ovidius. Tijdens een jachtpartij stuit Actéon op Diane, terwijl ze aan het baden is met haar gevolg van nimfen. Hij wordt ontdekt en de godin, woedend omdat Actéon haar naakt heeft kunnen aanschouwen, veroordeelt hem tot een gruwelijk einde. Ze verandert Actéon in een hert, waarna zijn jachthonden hem verscheuren.

## Ontstaansgeschiedenis
Er is niet veel bekend over het ontstaan van de opera. De oorspronkelijke opdrachtgever en plaats van opvoering zijn onbekend. Als jaar van eerste opvoering wordt algemeen uitgegaan van 1684.